# Aka-name

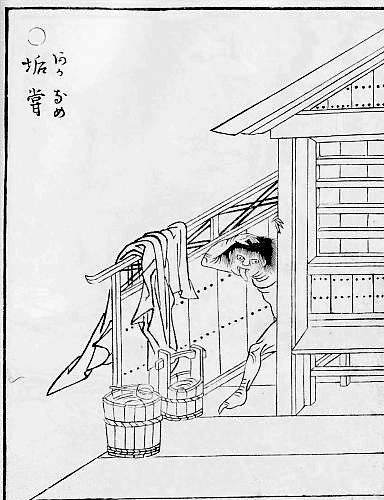
Akaname como imaginado por Toriyama Sekien.

Aka-name (垢舐め) é um youkai japonês. Ele aparece à noite em banheiros sujos quando não há ninguém por perto e lambe o lodo e a sujeira. Ter um aka-name em casa é desagradável, por isso a criatura serve como aviso para que sempre se mantenha o banheiro limpo.